# 필라델피아 스토리
《필라델피아 스토리》(The Philadelphia Story)는 1940년 제작된 조지 큐커 감독의 코미디 영화이다. 캐서린 헵번, 캐리 그랜트, 제임스 스튜어트가 출연하였으며 이 중 제임스 스튜어트는 아카데미 남우주연상을 수상하였다. 또한 도널드 오그든 스튜어트가 각본상을 수상받았다.
이 영화는 캐서린 헵번이 1938년, RKO 라디오 픽처스와의 계약을 해지한 후 재기한 영화로 크게 성공하였다. 이 영화는 뒷날 감독으로 성공을 거둔 조지프 L. 맹키위츠가 제작을 맡았다.

## 줄거리
C. K. 덱스터 헤이븐은 아내인 트레이시 로드와 이혼하게 된다. 2년 후 트레이시 로드는 정치계의 인사인 조지 커트리지와 결혼을 하게 되는데 잡지 '"스파이"의 사장인 시드니 키드는 키드와 사이가 좋지 않은 기자 매컬리 코너와 사진기자 엘리자베스 임브리를 보낸다. 그들이 집에 도착하기 위해서 부에노스 아이레스 본부에 일하는 전남편인 덱스터를 보낸다.
코너와 임브리가 집에 도착하자 덱스터는 트레이시와 그녀의 어머니에게 상황을 알린다. 트레이시와 덱스터와 관계는 여전히 서먹서먹 한데 어머니는 그들이 자신들의 사생활을 파헤칠 것이다며 연기할 것을 제시한다. 이에 트레이시와 동생 다이나는 코너와 임브리 앞에서 그들을 난처하게 만든다.
그러나 트레이시와 사이가 좋지 않은 아버지가 코너와 임브리에게 상황을 설명한다. 아버지는 트레이시에게 결코 결혼해도 이혼할 것이다고 악담을 퍼부은 데다 약혼자 커트리지가 자신이 원했던 프로포즈를 하지 않아서 트레이시는 기분이 좋지가 않다.
한편 코너는 키드의 악행을 고발하려고 파티에서 덱스터에게 온다. 덱스터는 키드가 코너를 보낸 이유가 트레이시의 아버지와 관련이 있다고 말하고 둘은 키드를 고발하는 글을 쓴다. 이때 임브리가 와서 코너를 데려오려 하나 오히려 임브리는 덱스터와 함께 타자기로 손을 보기로 하고 같이 와서 술에 취해 잠자던 트레이시와 코너는 트레이시의 집의 정원에서 서로 사랑에 빠진다. 둘은 같이 수영장에서 나오는데 둘이 수영장에서 나오는 모습을 그만 덱스터와 커트리지가 보게 된다.
다음날, 커트리지는 그녀와 파혼을 계획하였는데 그는 파혼을 포기하려 하였으나 트레이시는 파혼하기를 원하여 둘은 파혼하게 된다. 그리고 하객들이 온 이상 트레이시는 그들을 실망시키지 않아야 하는데 먼저 코너가 청혼을 하나 트레이시는 임브리를 이유로 거절한다. 그리고 트레이시는 덱스터와 재혼을 하기로 결심하고 둘을 결혼을 덱스터와 코너의 협공으로 온 시드니 키드가 결혼 사진을 찍으면서 영화는 끝난다.

## 캐스팅
- 캐리 그랜트 - C. K. 덱스터 헤이븐 : 원래는 캐서린 헵번이 C. K. 덱스터 헤이븐의 역에 클라크 게이블을 원하였으나 스케줄이 맞지 않아 《베이비 길들이기》와 《홀리데이》에 같이 출연한 캐리 그랜트가 되었다.
- 캐서린 헵번 - 트레이시 로드
- 제임스 스튜어트 - 매컬리 코너 : 원래는 캐서린 헵번이 매컬리 코너의 역에 스펜서 트레이시를 원하였으나 스케줄이 맞지 않아 제임스 스튜어트가 되었다.
- 루스 허시 - 엘리자베스 임브리
- 존 하워드 - 조지 커트리지
- 롤런드 영 - 윌리엄 Q. 로드 (윌리 삼촌)
- 존 헬리데이 - 세스 로드
- 메리 내시 - 마거릿 로드
- 버지니아 웨이들러 - 다이나 로드
- 헨리 대니엘 - 시드니 키드

## 수상

### 제13회아카데미상

#### 수상
- 남우주연상 - 제임스 스튜어트
- 각색상 - 도널드 오그든 스튜어트

#### 후보
- 작품상 - 조셉 L. 맨키위츠
- 여우주연상 - 캐서린 헵번
- 여우조연상 - 루스 허시
- 감독상 - 조지 큐커

### 제6회 미국 비평가 협회상

#### 수상
- 여우주연상 - 캐서린 헵번

### 미국 영화 연구소선정
- AFI 선정 100대 영화 - 51위
- AFI 선정 100대 코미디 영화 - 15위
- AFI 선정 100대 열정적인 영화 - 44위
- AFI 선정 100대 영화 (재선정) - 44위
- AFI 10 톱 10 - 로맨틱 코미디 5위

## 리메이크
《필라델피아 스토리》는 1956년, 빙 크로스비, 그레이스 켈리, 프랑크 시나트라가 출연한 뮤지컬 영화 《상류사회》로 리메이크 되었다. 또한 1940년대에는 이 영화를 리메이크한 라디오 드라마를 하였는데 1943년에는 럭스 라디오 극장에서는 로버트 테일러, 롤레타 영, 로버트 영이 출연하였고, 1943년에는 스크린 길드 극장에서는 그리어 가슨, 헨리 폰다, 프레드 맥머레이가 출연하였다.